# Wavy Gravy
Wavy Gravy (cuyo nombre de nacimiento es Hugh Romney el 15 de mayo de 1936) es un activista para la paz y el autocontrol. Lo ha sido toda su vida, conocido mayormente por su apariencia hippie, personalidad y creencias. El apodo se lo dio B.B. King. También es el payaso oficial de Grateful Dead (Muerto Agradecido).

## Dios mío, nos han convertido en los polis
Durante el Woodstock Festival Wavy Gravy y sus compañeros miembros del Colectivo Hog Farm fueron los encargados de la seguridad. Wavy llamaba a su grupo ciertamente poco ortodoxo grupo el Please Force, en referencia a sus tácticas no intrusivas de mantenimiento del orden (por favor no hagas esto, haz esto otro mejor). La prensa fue la primera en informarle de que él y el resto de Hog Farm manejaban la seguridad y le preguntaron entonces qué tipo de herramientas pretendía usar para mantener el orden durante el evento. Su respuesta instantánea fue "tartas de crema y botellas de champán", siendo ambos artilugios propios de los payasos; podría haber estado refiriéndose a la película muda Keystone Kops en particular.

## Acceso a Todo
A menudo es posible encontrar a Wavy Gravy en festivales y eventos musicales, llevando puesta su pase de "Acceso a Todo" (una imagen laminada de la Tierra y el Espacio, con las letras "ALL ACCESS" en relieve), saludando a conocidos y extraños con un sinfín de maneras y formas de vestir pero rápidamente reconocibles. Aunque su pase es una broma, como toda chistera de payaso tiene una parte de verdad. Wavy Gravy es conocido, querido y bienvenido internacionalmente por muchos.

## Hog Farm en la actualidad

### Camp Winnarainbow
Wavy Gravy una escuela de habilidades de circo y autocontrol llamada Camp Winnarainbow (Campamento Gana-un-Arcoiris) situado en Laytonville, California, en el Rancho Black Oak, de 2.8 km², en el mismo lugar que el Annual Hog Farm Family Pig-Nic (Pig-Nic Anual de la Familia Hog Farm). Esta escuela multidisciplinar comenzó como lugar para cuidar durante el día a hijos de familias practicantes del Sufismo, pero ahora es llevado en parte por licenciados del programa Winnarainbow. Las actividades incluyen de todo, desde la improvisación hasta cómo andar con zancos, escritura de canciones y el aprendizaje del instrumento didgeridoo. El ritual de graduación incluye un viaje "sobre el arcoiris", un arco pintado con los colores del arcoíris, considerado un honor por los participantes.

### El Poig-Nic Hog Farm
El Hog Farm Family Pig-Nic es un festival anual musical y cultural que tiene lugar en el Rancho Black Oak Ranch.

### Asunto de Nadie
Tan sólo cruzando la carretera de Hog Farm, se encuentra la tienda que Wavy Gravy abrió llamada Nobody's Business (que significa algo así comoAsunto de Nadie), una reminiscencia de su campaña Nobody for President (Nadie para Presidente) -- como en ¿quién hay en Washington ahora mismo que esté trabajando ahora mismo para hacer el mundo un sitio más seguro? ¡Nadie!, Nadie es Perfecto, Nadie Cumple Todas sus Promesas, Nadie Debería Tener Tanto Poder, etc. (Su cerdo de compañía fue llamado Nadie).

## Citas
- Todos somos la misma persona intentando darnos la mano con nosotros mismos
- Los '90 son los '60 haciendo el pino
- ¡Lo que tenemos en mente es el desayuno en la cama de 400.000! (la introducción de Granola en Woodstock -- un arreglo urgente para una situación desesperada)
- Muchas de las personas que actualmente trabajan en [Camp Winnarainbow] empezaron como campistas cuando tenían siete años. Normalmente pueden montarse en el uniciclo mientras realizan malabares con tres bolas. Nosotros desarrollamos los dos hemisferios del cerebro. En la escuela, los niños aprenden números y letras; nosotros enseñamos coordinación temporal y balance, lo que me parece igualmente importante -- sin competitividad, excepto contigo mismo
- ...los niños hacen cualquier cosa que puedan para acostarse más tarde que el resto, incluso sentarse con la espalda recta y vigilar su respiración (sobre la meditación en Winnarainbow)

## Selección de trabajos

### Libros
- The Hog Farm and Friends (1974; Links; ISBN 0825630142)
- Something Good for a Change: Random Notes on Peace Thru Living (1992; St Martins; ISBN 0312078382)

### Audio
- "Third Stream Humor" early 60s, World Pacific (by Hugh Romney)
- 80s are the 60s (2002; RX Records; ISBN 6306057811)